# Delphin International
Delphin International este un joc piramidal care funcționează în România și Republica Moldova. Jocul a debutat la Arad, fiind deținut de o firmă off shore din Gibraltar, deținută la rândul ei de un cetățean ceh și de unul din Monaco.

## Etapele implicării în joc
Indivizii sunt abordați de persoane cunoscute sau chiar rude și invitați să participe la un seminar, sub pretextul unor câștiguri lunare substanțiale în euro. Seminarul este format din patru părți, prezentate de persoane atrăgătoare de sex feminin. După prima parte, în timpul pauzei, participanții sunt invitați să semneze un contract de confidențitate. Conform acestui contrat, persoana care divulgă secretul afacerii este obligată să achite o despăgubire în euro. Contractul semnat într-un singur exemplar rămâne la organizatorii seminarului. Intrarea în sistem se face prin achitarea prețului unei cărți care costă 2290 de euro. Conform unui algoritm ierahic (piramidal) veniturile provenite din achizițile de cărți sunt distribuite membrilor care au contribuit la cooptarea noilor "membri".

## Avertizare
Poliția Română avertizează cetățenii în privința jocului piramidal Delphin într-un Buletin Informativ care descrie procesul de racolare:
„Pentru cei care merg pentru prima data, întâlnirile sunt organizate sâmbăta sau duminica, și acolo persoanele semnează un acord de confidențialitate, în sensul că se obligă să nu divulge nimănui informații cu privire la firmă, în caz contrar fiind obligați să plătească daune de 10.000 euro. După ce li se face o prezentare, persoanele semnează un contract prin care se obligă să urmeze 10 cursuri și solicită să li se pună la dispoziție manualul „Prețul Succesului” care are 4 volume. Pentru toate acestea fiecare persoană trebuie să achite suma de 2290 euro. Participanții la întâlnirile de sâmbătă/duminică vor participa la cursurile de inițiere (în ziua de miercuri) numai dacă fac dovada, cu extras de cont, că au achitat cei 2290 de euro. Cursurile de inițiere au loc în localitățile de domiciliu. După ce urmează cursurile, persoanele primesc o diplomă și, după trei-patru săptâmăni, printr-o adresă, sunt informate că au fost acceptate în firmă. Aceste persoane își vor recupera banii numai dacă recrutează, la rândul lor, alte persoane. Dorim să informăm cetățenii asupra riscului pe care și-l asumă participând la astfel de jocuri care se pot solda cu pierderea sumei de bani investită.”